# Лёш, Август
Август Лёш (нем. August Lösch; 15 октября 1906, Эринген — 30 мая 1945, Ратцебург) — немецкий экономист и географ, автор теории организации экономического пространства.

## Биография
Родился в городе Эринген в Швабии. С 1908 года он жил в Хайденхайме, где окончил гимназию в 1925 году и работал учеником в одной из фирм, а в 1927—1930 годах учился в Тюбингенском университете и в Фрайбургском университете. В 1930—1931 годах учился в Боннском университете, где среди его преподавателей были Йозеф Шумпетер, Вальтер Ойкен и Артур Шпитгоф. Получил диплом экономиста во Фрайбургском университете в 1931 году, уже в 1932 году получил докторскую степень в Боннском университете.
Изучал экономическую демографию и рассматривал естественный прирост населения и его влияние на предложение рабочей силы и экономический рост регионов. Вскоре начал изучать теорию размещения производства. Работы Лёша привлекли внимание, и благодаря стипендии фонда Рокфеллера дважды посетил США, в 1934 и 1936 годах, где изучал существовавшие в то время теории размещения производства и собирал материал для собственных исследований.
С 1939 года до 1945 год он работал в Кильском институте мировой экономики старшим научным сотрудником. В 1940 году опубликовал книгу «Пространственная организация хозяйства», которая вызвала большой интерес в научной среде на долгие годы. В октябре 1944 года институт был эвакуирован из Киля в городок Ратцебург. Здоровье Августа Лёша было подорвано и усугублялась обстановкой военного времени, он умер от скарлатины через три недели после окончания войны 30 мая 1945 года.

## Память
Институт региональных исследований Кильского университета в 1970 году учредил премию Августа Лёша, которая призвана вознаградить выдающиеся научные исследования в области региональной науки.

## Вклад в науку

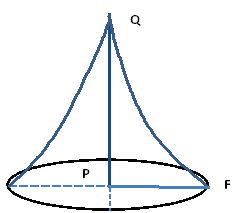
Конус спроса А. Лёша

В 1940 году вышла книга Августа Лёша «Пространственная организация хозяйства», в которой Лёш изложил все известные теории размещения производства, расширил теорию центральных мест Вальтера Кристаллера и разработал теорию организации экономического пространства.

### Теория организации экономического пространства
Допущения общего равновесия:
- местоположение производителей максимизирует выгоды как производителей, так и потребителей
- производители размещаются так, что территория полностью используется
- цены и издержки равны
- рыночные зоны имеют размер в форме шестиугольников
- границы рыночных зон проходят по линиям безразличия (изолиниям).

Теория организации экономического пространства А. Лёша строится на понятии конус спроса — зависимость расстояния места потребления от места производства, где Р — точка производства, Q — количество потребляемого товара, F — точка с нулевым спросом, PQ — количество потребленного товара в точке производства, PF — радиус сбыта товара, где издержки по доставке товара выгодны для потребителя, QPF — суммарный сбыт производителем, а при равномерном расселение представляет собой кривой спроса.

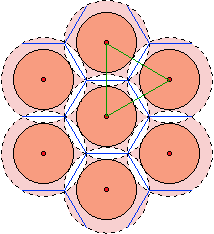
Преобразование рыночной зоны в шестиугольник

Совершенная конкуренция и непрерывное расселение создает Преобразование рыночной зоны из большого круга в маленький шестиугольник. Все потребители должны обслуживаться, а на рынке присутствуют максимальное количество производителей при нормальной норме прибыли, а не занятые рынки будут привлекать новых производителей до момента сжатия рыночных зон до шестиугольников. Размер шестиугольника зависит от спроса, цены, стоимости доставки и минимального объёма рентабельного производства. Шестиугольник же позволяет обеспечить наибольший спрос на единицу площади, а при неравномерной плотности расселения максимальный спрос обеспечивают другие фигуры, в том числе несимметричные.
Лёш выявляет связь между экономическими районами и государством, чем создаёт современную макроэкономическую теорию городов и регионов.
Лёш, отказавшись от допущения непрерывности и равномерности расселения, допускает проживание в мельчайших пунктах (фермах), где земля задействована полностью, а производство размещается на фермах в связи с экономией на инфраструктуре. Производство закрывает потребность фермы и жителей соседних ферм, рынок имеет форму шестиугольника с минимальным количеством обслуживаемых поселений, включая в себя все поселения, находящихся на равном расстоянии от производства.
Лёш создает собственную непохожую теорию размещения производства, в котором главным фактором являются рыночные зоны производителей разного уровня, образующие сеть зон с узлами в городах. Идеальная форма сети — шестиугольные «гнезда», в реальности ячейки имеют форму треугольников или четырёхугольников. В отличие от аналогичных построений Вальтера Кристаллера, предложенная Лёшем модель была моделью рыночного равновесия территориальной самоорганизации общества и его экономической жизни.

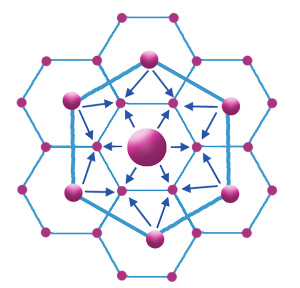
К = 3

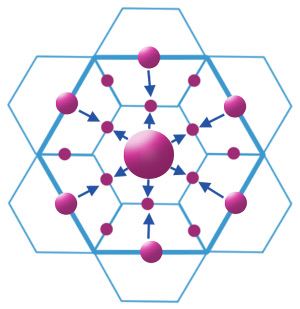
К = 4

K = 7

Далее А. Лёш указывает, что если пространство делить на районы, включающие в себя по три района предыдущего размера как при К=3, то при этом ряд зон будут выпадать из списка допустимых, и ландшафт будет проще, а значит экономика будет менее эффективной, так как ряд товаров будут приносить для своих производителей сверхдоходы из-за снижения конкуренции, а значит будет рост цен и снижение выпуска.
Если районирование проводить квадратами, то будут наблюдаться меньшее количество транспортных путей (восемь), а значит издержки на перевозку будут выше, чем при шестиугольных зонах (двенадцать дорог).
Лёш также отмечает, что при шестиугольных зонах в таких городах как Берлин, Париж, Лондон имеется 12 магистралей, исходящих из города.
При первоначальном прерывном, но равномерном, расселении производство распределяется неравномерно, что приводит к концентрации населения, усиливая неравномерность производства.
Расстояние до клиента определяется разницей между экономией от масштаба производства и издержками на транспортировку товара в связи с удаленностью. Снижение транспортных издержек в связи с развитием дорог и технологией ведет к уменьшению площади рыночных зон, так как цена на товар падает, что позволяет производителю получить минимальный необходимый объём сбыта на меньшей территории, а если вход на рынок открыт, новые производители сжимают рыночную зону до минимальных размеров.
Лёш предложил равновесную модель размещения производства, где происходило балансирование двух сил:
- интересы государства в целом (максимальное число экономически независимых объектов);
- интересы предпринимателя, где во главе угла — максимальная прибыль.

Точкой же равновесия выступала точка размещения, которая определялась на основе изучения большого числа факторов, таких как государственное регулирование и границы государства.

## Современное продолжение
В настоящее время модель А. Лёша имеет развитие в работах М. Кьюби, М. Сонис и прочих авторов, в России же А. Г. Гранберг отмечал ряд работ, которые заслуживают внимание в области пространственной экономики, как продолжение идей А. Лёша, — это работы А. Арманда о самоорганизации и саморегулировании географических систем, А. Важенина об эволюционных процессах в системах расселения, В. Шупера о самоорганизации городского расселения, Б. Родомана об ареалах и сетях, Б. Зимина о размещении производства в рыночной среде, С. Тархова о топологическом и морфологическом анализе пространственных сетей, работы В. Бугроменко и Г. Гольца.

## Методологический подход Лёша
«Сравнения нужны не для проверки теории, а для проверки действительности. Мы должны удостовериться в том, что существующее целесообразно» — А. Лёш.

## Сочинения
- Пространственная организация хозяйства. М.: Наука, 2007. 664 с. ISBN 978-5-02-035367-1 (первое издание — Географическое размещение хозяйства. М.: Госиноиздат, 1959. 455 с) (нем. Die räumliche Ordnung der Wirtschaft: eine Untersuchung über Standort, Wirtschaftsgebiete und internationalem Handel. Jena: Fischer, 1940)
- Was ist vom Geburtenrückgang zu halten? — Heidenheim: Lösch, 1932.
- Bevölkerungswellen und Wechsellagen. — Jena: Fischer, 1936.
- Population cycles as a cause of business cycles // The Quarterly Journal of Economics, 1937, 51 (4), pp. 649—662.
- Eine neue Theorie des internationalen Handels. — Heidenheim, 1939.